# Rhynchosia pycnostachya
Rhynchosia pycnostachya là một loài thực vật có hoa trong họ Đậu. Loài này được (DC.) Meikle miêu tả khoa học đầu tiên.